# Batalla de Latema Nek
La batalla de Latema Nek va ser una batalla de la Campanya d'Àfrica Oriental de la Primera Guerra Mundial.

## Antecedents
Després de la batalla de Salaita, el general Paul von Lettow-Vorbeck, comandant de les forces alemanyes d'Àfrica Oriental Alemanya, va reorganitzar les defenses al nord de la colònia a l'espera d'un altre assalt.
Les posicions de Salaita van ser abandonades i les forces alemanyes es van traslladar cap al sud, als turons Latema-Reata, que estaven en la ruta cap a Kahe. El 8 de març, les noves defenses eren dirigides pel Major George Kraut, que havia manat en la defensa alemanya de Salaita, amb 1.500-2.000 Schutztruppe i oficials alemanys.
A part del fet que hi havia dos turons per assaltar (amb el Nek entre ells), els problemes que va d'haver d'enfrontar el general Wilfrid Malleson van ser similars als de Salaita. Els pujols estaven coberts per matolls densos, que eren més abundants en la part superior dels turons. Les planes al voltant dels turons no tenien cobertura, és a dir, qualsevol força atacant seria sotmesa a foc mortal des dels turons.

## Batalla

### El primer atac
L'atac a Latema va començar l'11 de març a les 11.45 AM.
El Brigadier-General Wilfrid Malleson, acabat d'arribar de la derrota de Salaita, tenia a la seva disposició la 1st East African Brigade (1a Brigada Africana Oriental), formada per:
- Belfield's Mounted Scouts
- Compayia d'Infanteria Muntada
- 6a i 8a Bateria de Campanya
- 134a Bateria Howitzer
- 2n Rhodesia Regiment
- 3r King's African Rifles (KAR)
- 130th King George's Own Baluchis
- Una bateria de metralladores de la Loyal North Lancashires
- Voluntaris de la Machine Gun Company

Malleson va ordenar als seus homes un assalt frontal contra el turó Latema. Era impossible fer qualsevol atac de flanqueig de distracció per la dificultat del terreny als costats del camp de batalla, sobretot cap al sud, que estava cobert per un pantà.
Els balutxis i el 3r King's African Rifles van ser enviats a l'atac, per la banda dreta i esquerra respectivament, amb el Regiment de Rhodèsia com a reserva. Aquesta va ser la primera acció que el 3r KAR va lluitar com una unitat. La infanteria va ser sostinguda per l'artilleria, que va bombardejar les posicions alemanyes a una distància de 2.700 metres. Abans que poguessin arribar a les posicions enemigues, els britànics es van veure obligats a retirar-se a causa del foc intens dels fusells, metralladores i canons de petit calibre.
Com l'atac va fracassar, Malleson va demanar ser rellevat del seu comandament a causa d'una malaltia greu. Jan Smuts ho va consentir i el va substituir pel Brigadier-General Michael Tighe.
A les 14.00 h es va reprendre l'atac en el terreny pla i obert, a 900 metres de les posicions alemanyes.

### El segon atac
A les 16.00 h, el 5th South African Regiment (5è Regiment Sud-africà) va arribar de Taveta com a reforç.
A les 17.00 h, Tighe va ordenar un segon assalt. Aquesta vegada van anar al capdavant el 2n Regiment de Rhodèsia, amb el 3r KAR; el 130è Balutxis protegien el flanc dret i la bateria de campanya va ser enviada immediatament a la batalla per a donar suport. Les forces atacants van a tornar a fallar un cop més i no van aconseguir els seus objectius, sofrint moltes baixes que van incloure el comandant del KAR, el tinent coronel B.R. Graham. Uns pocs grups aïllats d'atacants van arribar al cim durant la creixent foscor, però finalment també van ser obligats a retirar-se pels contraatacs alemanys.
Per a reforçar les unitats atacants, Tighe va afegir la meitat del 5è Regiment Sud-africà al combat. Malgrat els reforços, les tropes de l'Entesa es van veure de nou obligades a retirar-se.
Jan Smuts va respondre posant el 7th South African Regiment (7è Regiment Sud-africà) sota el comandament de Tighe. El 7è Regiment va arribar al voltant de les 20.00 h i es va elaborar un nou pla. Els dos regiments de Sud-àfrica, que eren els soldats més frescos disponibles, atacarien el Nek a la nit, amb la baioneta calada.

### El tercer atac
La tercera i última onada va començar a les 21.15 h, i immediatament es va enfrontar als mateixos problemes que els intents anteriors per prendre el Nek, agreujats per la falta de llum.
El 5è Regiment va dirigir l'assalt, amb el 7è Regiment lleugerament per darrere d'ells. En aquesta ocasió els sud-africans van aconseguir arribar al peu dels dos turons, fins que les defenses alemanyes de Nek van poder detenir l'avanç.
En la confusió de la foscor, un gran nombre d'homes es van perdre i es van retirar cap a les seves posicions de partida per a unir-se a la 1a Brigada Africana Oriental. Alhora, els homes del 3r KAR i del 2n Regiment de Rhodèsia, que s'havien separat de les seves unitats durant els atacs anteriors i que encara estaven als turons, es van reincorporar a l'atac. El tinent coronel Freeth (amb 18 homes) i el comandant Thompson (amb 170 homes) van poder arribar als cims de Latema i Reata.
Tighe, incapaç de seguir els esdeveniments de la batalla i per por a patir fortes baixes i el possible contraatac, va ordenar la retirada a les 4.20 AM. No obstant això, com les patrulles van arribar al Nek per a ordenar la retirada, van trobar a Freeth i Thompson als cims dels turons i els alemanys en plena retirada.
Smuts va enviar al 8th South African Regiment (8è Regiment Sud-africà) a la zona per a consolidar la posició.

## Conseqüències
Després de la batalla, els alemanys es van retirar cap al llac Kahe amb la finalitat de preparar noves defenses.
Freeth i Thompson van ser condecorats amb la Distinguished Service Order (Ordre del Servei Distingit) pels seus papers decisius durant el combat.
El general Tighe va obtenir el comandament de la 2a Divisió, reemplaçant a Mallesons.